# Махмуд і Маріам
«Махмуд і Маріам» (азерб. Mahmud və Məryəm) — роман азербайджанського письменника Ельчина Ефендієва, що оповідає про любов сина хана Гянджі — Махмуда й дочки християнського священника Маріам на тлі подій Середньовіччя, що відбуваються на території Азербайджану й Близького Сходу. Вперше роман опубліковано 1983 року.

## Сюжет
Сюжет роману (в загальному вигляді), що не претендує на строгу історичність, Ельчин запозичив із дастану «Аслі та Керем», сюжет якої складає історія трагічного кохання юнака-азербайджанця до дівчини-вірменки. У цьому романі письменник, за словами філолога Вагіфа Арзуманова, «в картинах, що запам'ятовуються, передав історико-політичну атмосферу часу, низку його проблем».
Роман починається як розповідь про життя сина хана Гянджі — Махмуда. Потім оповідь набирає широти. Махмуда хвилює не лише любов, але й доля рідного краю, роздуми про людські долі, він схильний до глибоких філософських роздумів. За Арзумановим, у романі 16-річний Махмуд із пещеного ханського синка перетворюється на людину, «заклопотану проблемами споконвічного гуманного штибу», що стає лейтмотивом твору. Слідом за коханою Махмуд залишає рідне місто, рідну країну, і багато чого починає розуміти.
За словами літературознавця Акіфа Гусейнова, у цьому романі Ельчин використовує різні прийоми, раптові переходи оповіді, несподівані зміни сюжету. Як зазначає Гусейнов, у романі «Махмуд і Маріам» сполучаються світ мрій та світ дійсності. За літературознавцем Бекіром Набієвим у цьому романі історичний матеріал перегукується з мотивами народно-поетичної творчості.
Сам автор у статті «Час і слово», називаючи свій твір історико-філософським романом, писав:
|  | Збираюся писати історико-філософський роман «Махмуд і Маріам», використовуючи мотиви «Аслі та Керема», від раннього ранку до пізнього вечора думки зайняті тільки цим, і в пам'яті мимоволі спливають окремі факти світової історії, всілякі історичні романи.Оригінальний текст (рос.) Собираюсь писать историко-философский роман «Махмуд и Марьям», используя мотивы «Асли и Керема», с раннего утра до позднего вечера мысли заняты только этим, и в памяти непроизвольно всплывают отдельные факты мировой истории, всевозможные исторические романы |

2013 року за мотивами роману знято однойменний фільм спільного виробництва Азербайджану та Туреччини.